# Église Saint-Martin de Choisy-le-Roi
L'église Saint-Martin est une église catholique paroissiale de Choisy-le-Roi, en banlieue parisienne dans le Val-de-Marne. Elle dépend du diocèse de Créteil et est dédiée à l'apôtre des Gaules saint Martin. Elle se trouve 2 rue Vasco de Gama, à la limite d'Orly.

## Architecture
Le centre paroissial est formé d'un petit cloître autour duquel se trouvent l'église, une chapelle de semaine, un logement pour quatre prêtres et des locaux administratifs et d'accueil.
L'église, qui peut recevoir quatre cents fidèles, se présente sous la forme d'un grand édifice rectangulaire à toiture plate, ressemblant à une grande salle omnisports avec un clocher à côté en forme de colonne plate. Une petite croix discrète, au sommet de la colonne servant de clocher, indique qu'il s'agit d'un bâtiment chrétien. Elle est éclairée de verrières multicolores. Des locaux paroissiaux sans étage sont mitoyens. L'église se trouve dans un environnement de grands ensembles d'habitations à loyer modéré.

## Historique
À cet endroit vivaient des bénédictins du prieuré Saint-Benoît d'Étiolles, qui formaient une communauté monastique responsable de la paroisse de Choisy-Le-Roi. Cette communauté créa en 1966 le centre paroissial Saint-Martin d’Orly.
En 2020, le centre paroissial est rénové,.

## Paroisse
La paroisse couvre des quartiers de cité de Choisy et une partie d'Orly. Elle est animée par les oblats de Marie-Immaculée et la messe dominicale est célébrée à 9 heures 30. La paroisse accueille différents mouvements de solidarité et des groupes de la JOC.